# Fred Kaps
Fred Kaps, pseudonimo di Abraham Pieter Adrianus Bongers (Rotterdam, 8 giugno 1926 – Utrecht, 23 luglio 1980), è stato un illusionista olandese.

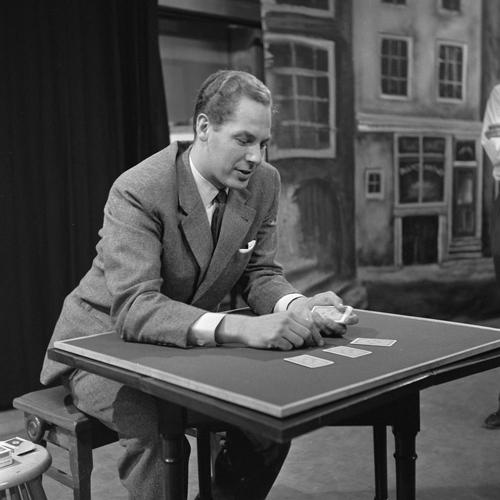
Fred Kaps (1959)

Fu l'unico mago a diventare per tre volte campione del mondo. Ha creato numerosissimi giochi originali, tra cui una sua versione dei foulard che cambiano colore.

## Biografia

### I primi anni
Abraham nacque a Rotterdam e si interessò alla magia grazie al suo barbiere, Piet Verschragen. Verschragen non era solo un barbiere, ma anche un prestigiatore dilettante. Provava spesso i suoi giochi di fronte alla sua clientela. Uno dei clienti più interessati era il giovane Abraham, il quale visitava spesso il negozio di Verschragen. Abraham voleva imparare i giochi che Verschragen gli mostrava. Il barbiere diceva che lo avrebbe fatto se prima Abraham si fosse fatto fare un taglio di capelli. Così lasciava il negozio non solo con un nuovo taglio di capelli, ma anche con un nuovo gioco.
Abraham andava a casa e si esercitava finché non sapeva come eseguire il gioco. Poi ritornava dal barbiere per impararne un altro. Mentre era lì si interessò alla figlia di Verschragen, Nel o Nelly. Piet se ne accorse e dopo un po' gli chiese: "Bram per quale motivo vieni qui per mia figlia o per i miei giochi?"
Lui rispose imbarazzato: "entrambi". Abraham praticava ogni nuovo gioco che il barbiere gli aveva insegnato e, allo stesso tempo, faceva sempre più amicizia con la figlia di Verschragen.
Quando era nella scuola secondaria mostrava ai suoi compagni di classe ciò che sapeva fare. Questo accadeva solitamente al momento sbagliato, la maestra gli confiscava il gioco e lo metteva nel suo cassetto. Il padre di Abraham non era contento di questo. Il padre gli ripeteva continuamente: "Con questi giochetti non ti guadagnerai neanche una fetta di pane."
All'età di nove anni Abraham raccolse dei coupon e li inviò per ricevere una scatola di giochi di prestigio. Dopo aver finito la scuola superiore considerò l'idea di diventare un cuoco come suo fratello. Alcuni test rivelarono che aveva un talento naturale nel disegno. Il padre voleva iscriverlo a una scuola di disegno ad Amsterdam così che potesse lavorare come artista pubblicitario. Suo padre avrebbe fatto di testa propria se la Seconda Guerra Mondiale non fosse cominciata.
Non c'erano treni che andavano ad Amsterdam a suo tempo e quindi Abraham dovette rimanere a Rotterdam. Fu in quel periodo che il suo interesse per la magia crebbe.
Con il nome di Valdini si esibì a feste e matrimoni. Poi cambiò il suo nome in Mystica e si esibì per i soldati olandesi. Successivamente anche lui dovette fare il militare. Fu inserito nel "cabaret group" e si esibì come prestigiatore. Andò in Indonesia dove mantenne la sua passione per la magia esibendosi.
Ammirava molto il prestigiatore americano Channing Pollock, l'italiano Chefalo e il tedesco Kalanag. Kalanag girava il mondo come illusionista. Abraham lavorò con lui per circa un mese. Ma le grandi illusioni di Kalanag non lo convinsero molto. Lui preferiva i piccoli oggetti.
La Seconda Guerra Mondiale finì e la vita normale ricominciò. Ma il giovane Mystica trovò difficile ottenere un lavoro. Nel 1946 Abraham partecipò alla competizione del primo convegno nazionale olandese per l'International Congress of Magicians (Congresso Internazionale dei Maghi). Circa trecento artisti dai Paesi Bassi, dalla Francia, dal Regno Unito, dal Belgio e dalla Spagna parteciparono al convegno. L'evento fu allestito dalla rivista di magia, Triks.
Ad Agosto si svolsero delle competizioni magiche al Krasnapolski Hotel ad Amsterdam. Alla competizione furono presenti esperti nel campo della magia come Jean Valton dalla Francia, John Ramsay dalla Scozia e Balsamo, Boeda e i Flezki's dai Paesi Bassi.
Abraham, sotto il nome d'arte di Mystica, eseguì una routine sul gioco d'azzardo. Quel giorno non vinse un premio ma fece una buona impressione sull'editorialista Alex Wins che scrisse di lui: "Secondo l'opinione del vostro reporter, questo giovane ha presentato la migliore performance di questa competizione. Il suo Poker Deal (il nome della sua performance) è stato pulito, tecnicamente eccezionale e ad alti standard artistici. Egli ha anche dimostrato che il mimo e la recitazione hanno una grande validità. E voglio osare predicendo che ha davanti a sé un futuro abbagliante." Questo commento di Wins ha anche cambiato l'opinione dei suoi parenti, che ora apprezzavano di più la professione scelta da Abraham. Ma persino Wins non realizzava quanto abbagliante potesse essere la carriera che attendeva il giovane prestigiatore olandese.
Abraham era il protetto di Henk Vermeijden, proprietario di un atelier magico ad Amsterdam. Henk aveva allenato diversi campioni del mondo e divenne il manager e il maestro di Mystica. Nel 1950 Abraham aveva un nuovo numero, una continua produzione di bastoni da passeggio che aveva provato con Henk per circa un anno. Lo eseguì al convegno nazionale olandese e fu un gran successo. A impressionare tutti fu non solo la personalità che presto gli avrebbe fatto guadagnare fama internazionale, ma l'aspetto curato della routine e la brillante tecnica.

### Il primo FISM
Dopo quell'anno perfezionò la sua routine e andò a Barcellona dove la eseguì per il terzo FISM WCM, nel 1950. Con la sua continua produzione di bastoni stupì i duemila partecipanti all'evento. Gli applausi che seguirono furono fragorosi. In dieci minuti aveva trasformato se stesso, un giovane sconosciuto di Utrecht, nel miglior artista dell'intero congresso. Vinse il suo primo Grand Prix, ancora sotto il nome di Mystica.
Durante la cerimonia di chiusura dell'evento ad Abraham fu consegnato un altro premio dallo Svensk Magisk Cirkel (Circolo Magico Svedese). Gli fu consegnata una bacchetta d'argento per aver presentato la routine più raffinata del congresso. Dopo il FISM fu ingaggiato per due settimane al nightclub El Cortijo di Barcellona. Da quel momento diventò uno dei prestigiatori più ricercati.
C'erano altri maghi che usavano nomi assonanti a Mystica. A Henk non piaceva quel nome. Pensava che Abraham avesse bisogno di un nome che facesse colpo in qualsiasi lingua. Così si misero a pensare a un nome appropriato. Sfogliarono tutto l'elenco telefonico finché non trovarono una pubblicità di alcuni impermeabili fatti da una compagnia chiamata Daks. Da lì svilupparono la parola Kaps. Ma Bram Kaps non andava bene perché c'erano già diverse persone che usavano quel nome. Nel dicembre 1950, Abraham Bongers, cambiò il suo nome d'arte in Fred Kaps.
Nel 1952, sposò il suo primo amore, Nelly.

### Il Secondo Grand Prix
Kaps non prese parte al congresso successivo. Lui intendeva difendere il suo titolo ma stava sviluppando una nuova routine. Partecipò al congresso del 1955 ad Amsterdam. Il giorno prima della competizione alcuni dei suoi amici, che avevano visto le esibizioni di altri partecipanti, gli dissero di ritirarsi perché gli altri sembravano molto promettenti. Gli suggerirono di fingere qualche malattia. "Devi per forza trovare una scusa per ritirarti", gli dissero i suoi amici. Kaps era sconvolto da tutto questo.
Nelly sentì questa discussione e si arrabbiò. "Siete matti?", disse. Poi si rivolse a Kaps e gli disse: "Se lo fai rivelerò tutto! Siamo qui per divertirci." La mattina successiva comprò dei calmanti e lo convinse a farsi un bagno caldo per rilassarsi.
I suoi amici non si rendevano conto di quante sorprese aveva in serbo la routine di Kaps. Il giorno della sua esibizione non aveva alcuna intenzione di lasciar percepire al pubblico la sua ansietà. Entrò sul palco con un bastone da passeggio. Tutti si aspettavano che avrebbe cominciato la sua continua produzione di bastoni da passeggio. Ma, sorprendendo tutti, Kaps produsse un coniglio dall'estremità del suo bastone. Successivamente fece una serie di manipolazioni con i foulard. Fece dei particolari cambi di colore ad una mano sola seguiti da un canarino che parlava al microfono. Inserì delle manipolazioni di carte da gioco in mezzo alle diverse parti della sua routine. Una delle manipolazioni consisteva nello stendere a nastro le carte sul suo braccio, rovesciarle con la stessa mano e poi raccoglierle senza che cadessero. Il finale della routine fu una versione del gioco di Roy Benson, Long Pour Salt. Infine si inchinò davanti al pubblico che applaudiva fragorosamente. Vinse il suo secondo Grand Prix.
Anni dopo Nelly, vedova di Kaps, disse al biografo di suo marito, Freddie Jelsma: "Trovavo costantemente il sale sparso per il soggiorno, se me ne serviva un po' per la cucina e non riuscivo a trovarlo, sapevo che Fred aveva di nuovo lavorato al suo gioco."

### Il terzo Grand Prix
Ancora una volta Fred aspettò sei anni prima di riprendersi il suo titolo. Era il 1961 e ormai tutti se lo aspettavano da lui. La notte prima del FISM il quotidiano olandese Het Parool scrisse: "Ieri a Rotterdam il campione del mondo Fred Kaps ci ha dato un esempio della routine che utilizzerà per difendere il suo titolo." Il quotidiano continuava dicendo che, quando Kaps, ha mostrato ai suoi colleghi il suo numero, ha "...quasi buttato giù la casa."
Kaps migliorò la sua versione del Salt Pour Trick e aggiunse altri elementi al suo numero. Ancora una volta inserì un paio di altre sorprese. Il FISM ebbe luogo in Belgio, a Liegi, il 6 settembre 1961. Si iscrissero circa 560 maghi da trentatré paesi diversi, dei quali 120 parteciparono al Campionato del mondo d'Illusionismo.
La competizione andò avanti per diversi giorni. Ci furono diverse parti noiose. Ma tra i vari spettacoli ripetitivi ce ne furono alcuni degni di nota. Tra cui il vincitore del terzo posto della scorsa edizione, Pierre Brahma e Fred Kaps.
Nella sua routine Brahma mostrava dei foulard vuoti e da essi faceva comparire dei gioielli, come finale produsse una cassa traboccante di gioielli.
La performance di Brahma fece salire ancora di più la tensione di Kaps. La sua routine iniziava con alcuni elementi delle sue vecchie routine: iniziò facendo scomparire un bastone da passeggio in un giornale, poi si mise a leggere il giornale, lo piegò e da esso produsse una candela accesa. Poi inserì degli elementi nuovi, non presenti nelle sue vecchie routine. Aveva predisposto una bottiglia di champagne in un secchio vicino a lui. Dalla bottiglia delle bollicine uscirono fuori scoppiettando. Kaps si allungò e riuscì a prenderne una. Procedette eseguendo delle manipolazioni con la bolla. Proseguì con il resto del suo spettacolo. Al posto delle carte da gioco Kaps manipolò delle banconote, producendone un'infinita quantità. Prese le banconote e le lanciò nel suo cappello a cilindro. La candela accessa lo tormentava continuamente sparendo e riapparendo. Per il finale Kaps produsse un grosso candelabro.
Quando finì il sipario si chiuse e ci fu un momento di silenzio. Poi il pubblico si svegliò dallo stupore e applaudì. Dodici giudici da dodici paesi diversi assegnarono a Kaps il Grand Prix de' Honour. Divenne la prima persona, e fino ad ora la sola, ad aver vinto per tre volte un campionato del mondo di magia.